# Prasinocyma eremica
Prasinocyma eremica là một loài bướm đêm trong họ Geometridae.